# Državna cesta D33
D33 je državna cesta u Hrvatskoj. Ukupna duljina iznosi 73,3 km.

## Vanjske poveznice
|  | Zajednički poslužitelj ima još gradiva o temi Državna cesta D33 |